# Velveton

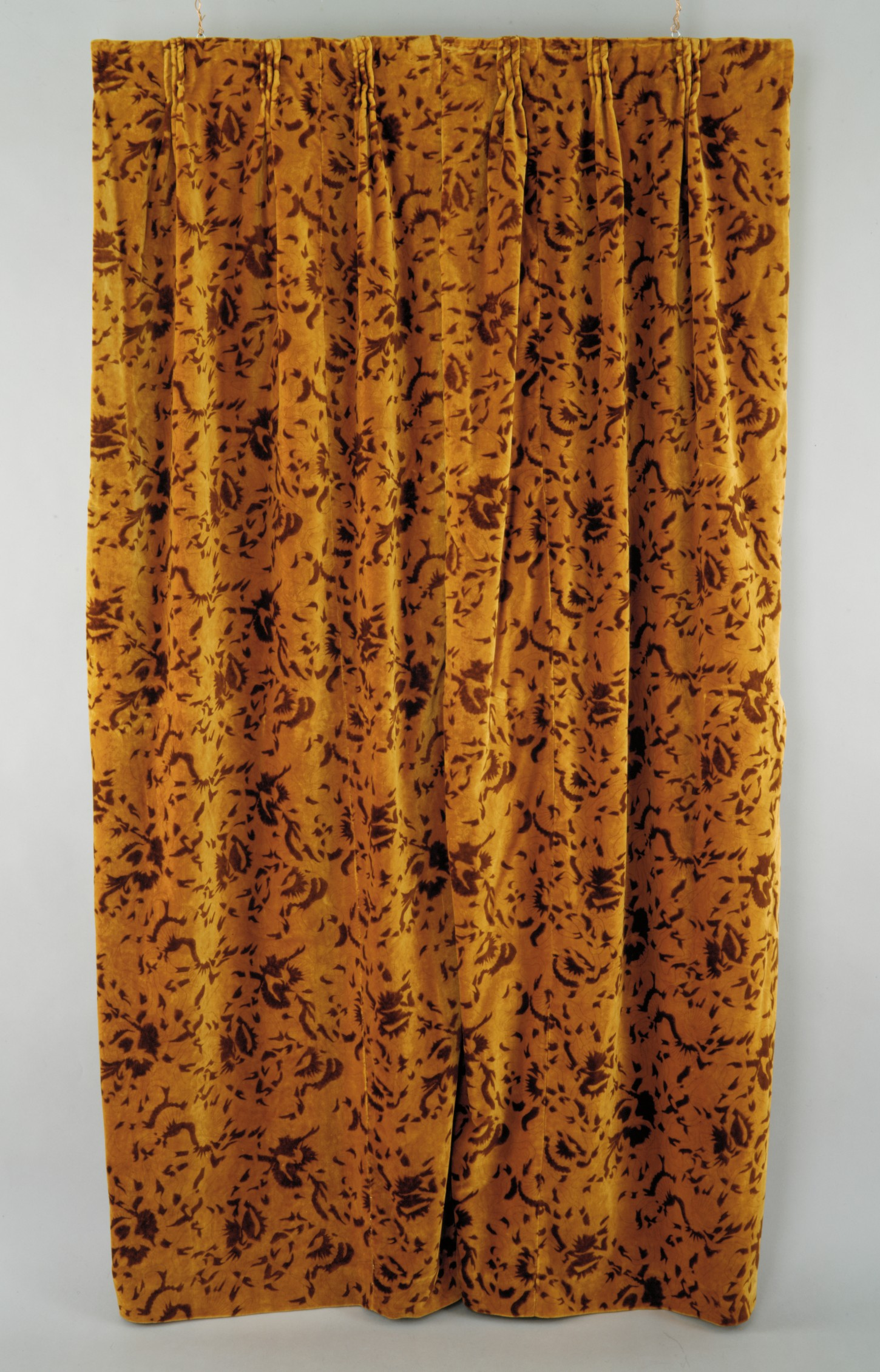
Vorhang aus Velveton

Velveton, oder auch unechter Samt, ist ein robustes Baumwollgewebe, das sich durch seine charakteristische samtartige Oberfläche auszeichnet. Es wird durch einen komplexen Webprozess hergestellt, bei dem eine hohe Schussfadenzahl erreicht wird, gefolgt von einem nachträglichen Veredelungsprozess. Dieser spezielle Herstellungsvorgang verleiht dem Stoff seine besonderen Eigenschaften, darunter eine hohe mechanische Festigkeit und einen feinen, samtartigen Griff. Die Struktur des Velvetons erzeugt eine Strichrichtung, die sowohl das visuelle Erscheinungsbild als auch die taktile Wahrnehmung des Materials beeinflusst.

## Herstellung und Eigenschaften
Velveton ist ein kräftiges, atlasbindiges Gewebe aus Baumwolle. Die Herstellung erfolgt durch einen komplexen Webprozess, bei dem Baumwollzwirne in der Kette und Baumwollgarn im Schuss verwendet werden. Das Grundgewebe wird in verstärkter Atlasbindung gewebt, wobei eine hohe Schussfadenzahl von bis zu 60 Fäden pro Zentimeter erreicht wird. Die charakteristische samtartige Oberfläche entsteht durch einen nachträglichen Veredelungsprozess, bei dem der Stoff aufgeraut oder geschmirgelt wird. Dieser Vorgang erzeugt einen kurzgeschorenen Rauflor auf der Warenoberseite, wodurch das ursprüngliche Bindungsbild nicht mehr erkennbar ist.
Velveton zeichnet sich durch seine sehr gute mechanische Festigkeit aus, die auf die hohe Schussfadenzahl zurückzuführen ist. Der Stoff weist eine Breite von etwa 150 Zentimetern auf und besteht zu 100 Prozent aus Baumwolle. Mit einem Gewicht von etwa 400 Gramm je Quadratmeter ist Velveton als mittelschwerer bis schwerer Stoff einzustufen. Die Oberfläche des Velvetons hat eine stumpfe Optik und einen feinen, samtartigen Griff. Durch seine Struktur besitzt der Stoff eine Strichrichtung, die sowohl das visuelle Erscheinungsbild als auch die taktile Wahrnehmung beeinflusst.

## Verwendung
Velveton findet vielfältige Verwendung in der Textil- und Bekleidungsindustrie. Das Gewebe wird häufig für die Herstellung von Oberbekleidung eingesetzt, insbesondere für Hosen und Jacken, die eine wildlederähnliche Optik und Haptik aufweisen sollen. Im Jagdbereich kommt Velveton bei der Fertigung von Jagdhosen zum Einsatz, wo es aufgrund seiner robusten Eigenschaften geschätzt wird. Darüber hinaus wird das Material in der Theaterbranche und bei Veranstaltungen verwendet, beispielsweise als Taschenfutter oder zur Abfütterung von Decken. In der Reitbekleidung findet Velveton ebenfalls Anwendung, unter anderem bei der Herstellung von Reithosen. Auch im Bereich der Lederbekleidung wird Velveton verarbeitet, etwa für Lederhandschuhe und andere Lederbekleidungsstücke. In der Innenausstattung dient das Material gelegentlich als Bezugsstoff für Möbel oder als dekoratives Element.

## Pflege und Reinigung
Velveton erfordert eine spezielle Pflege und Reinigung, um seine Eigenschaften zu erhalten. Für die Reinigung wird ein spezielles Lammfell- und Lederwaschmittel empfohlen, das neben reinigenden auch rückfettende Substanzen enthält. Die Wäsche kann sowohl in der Maschine bei 30 Grad Celsius im Feinwaschgang als auch per Hand erfolgen. Bei der Maschinenwäsche sollte für eine Füllmenge von etwa 4 bis 4,5 Kilogramm Trockenwäsche eine Dosierung von 30 bis 40 Milliliter Waschmittel verwendet werden. Nach dem Waschen ist es wichtig, die Velvetonprodukte nicht im Trockner oder auf der Heizung zu trocknen, da dies zu Schäden führen kann. Stattdessen sollten die gewaschenen Teile langsam bei Raumtemperatur trocknen. Um die ursprüngliche Form zu erhalten, empfiehlt es sich, das Velveton während des Trocknungsprozesses sanft zu ziehen und zu strecken. Zur Auffrischung zwischen den Wäschen und zur Entfernung von leichten Verschmutzungen kann Velveton auch vorsichtig gebürstet werden.

## Historische Bedeutung
Die historische Bedeutung von Velveton ist eng mit der Entwicklung der Textilindustrie im 19. und frühen 20. Jahrhundert verbunden. Als kostengünstige Alternative zu echtem Samt erlangte Velveton besonders in der Zeit der Industrialisierung Bedeutung. Historisch bedeutende Standorte für die Herstellung von Velveton waren Bocholt in Deutschland und Varnsdorf (damals Warnsdorf) im Sudetenland. Die Produktion von Velveton bzw. unechten Samts ermöglichte es breiteren Bevölkerungsschichten, samtähnliche Stoffe zu erschwinglichen Preisen zu erwerben. Dies trug zur Demokratisierung der Mode bei, da vormals exklusive Materialien nun einer größeren Käuferschicht zugänglich wurden. In der Mechanischen Weberei in Linden bei Hannover wurde ab Mitte des 19. Jahrhunderts der bekannte „Lindener Samt“ produziert, was die Bedeutung dieser Stoffart für die regionale Wirtschaftsgeschichte unterstreicht. Die Entwicklung von Velveton steht somit exemplarisch für die technischen Innovationen und sozialen Veränderungen der industriellen Revolution im Textilsektor.